# Zone de protection paysagère du Cserhát oriental
La Zone de protection paysagère du Cserhát oriental (hongrois : Kelet-cserháti Tájvédelmi Körzet, prononcé [ˈkɛlɛtˌtʃɛɾhaːti ˈtaːjveːdɛlmi ˈkøɾzɛt]) est une aire protégée située dans le comitat de Nógrád, à proximité de Pásztó dans le massif du Cserhát, et dont le périmètre est géré par le parc national de Bükk.